# Кандакюля
Кандакюля (рос. Кандакюля) — присілок у Волосовському районі Ленінградської області Російської Федерації.
Населення становить 13 осіб. Належить до муніципального утворення Клопицьке сільське поселення.

## Історія
Від 1 серпня 1927 року належить до Ленінградської області.

## Населення
| 1838 | 1848 | 1862 | 1997 | 2007 | 2010 | 2017 |
| ---- | ---- | ---- | ---- | ---- | ---- | ---- |
| 86   | ↘78  | ↗93  | ↘21  | ↘17  | →17  | ↘13  |